# 자바 더 헛

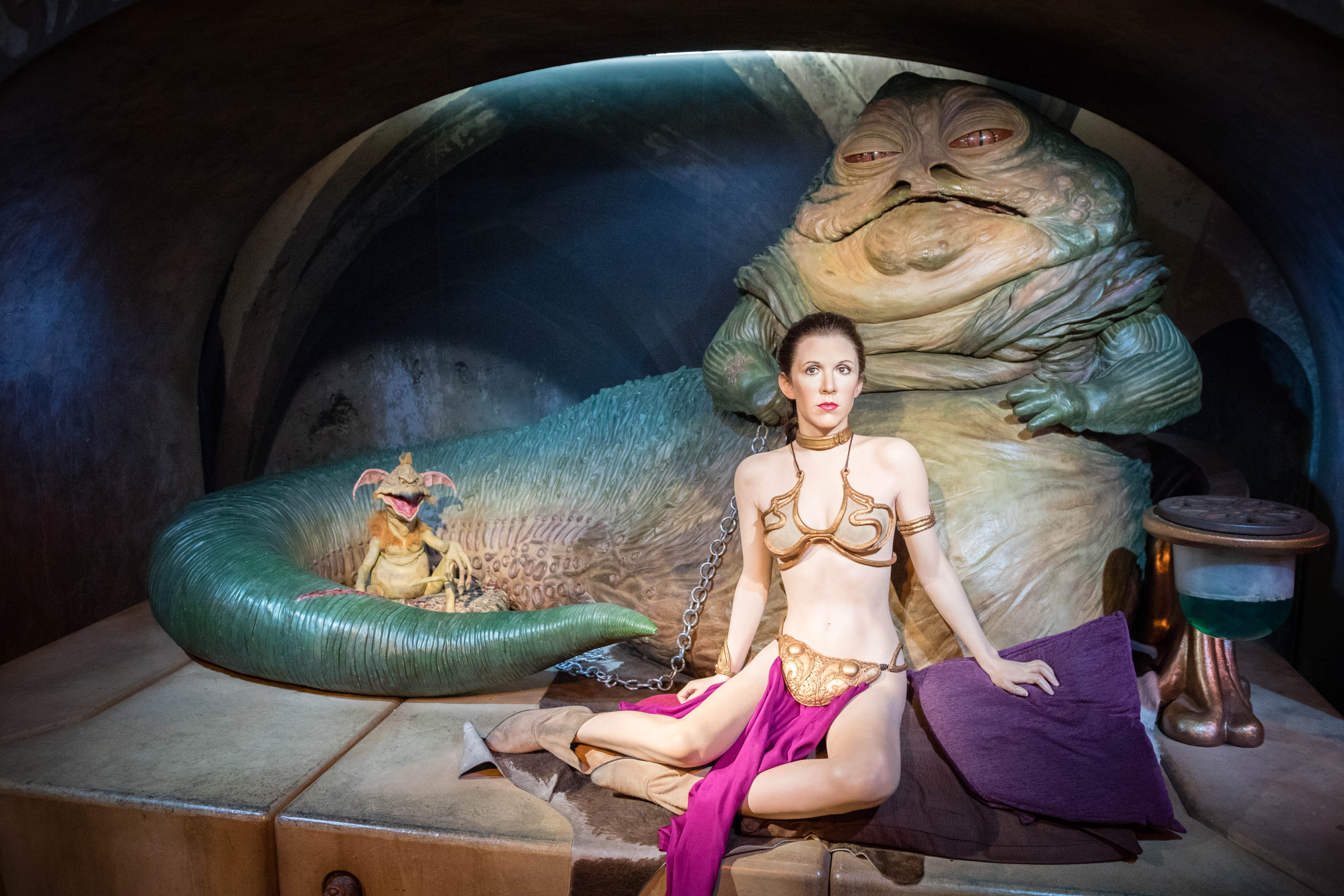
1983년에 개봉한 스타워즈 영화 《제다이의 귀환》에서 레아 오르가나 공주 역할을 맡은 캐리 피셔와 자바 더 헛을 묘사한 동상

자바 더 헛(Jabba The Hutt)은 아나킨의 고향인 타투인 행성의 지배자다. 그에게는 '빕 포투나'라는 트윌렉족(라일로스 행성인) 집사가 있었고 핸 솔로와 보바 펫은 그의 부하였다.
또한 루크가 제다이가 되기 전인 BBY 600년에 태어났으며(헛족은 수명이 수백년에 이를 정도로 매우 길다.) 그는 어린 나이인 80세 정도에 돈에 대한 두각을 드러냈고 밀수를 통해 상당한 부를 축적할 수 있었다. 그는 '헛 클랜'이라는 거대 범죄 조직의 리더가 된 이후 모은 상당한 부 덕에 강한 권력과 영향력을 타투인에 행사 하였고(그는 이미 에피소드 1 시점에서 행성을 장악했다.) 항상 수많은 댄서와 노리개들을 데리고 주지육림을 즐긴다. 성격이 매우 잔혹하여 마음에 들지 않는 부하를 랭커나 살락등의 괴물에게 먹이로 던져넣어 그 광경을 다른 부하와 함께 지켜본다.(심지어는 마음에 들지 않는 드로이드들한테도 예외는 아니러서 발을 뜨거운 용접기로 지지거나 거열형을 주는 등의 잔인한 형벌을 내린다.)

## 에피소드 6
에피소드 6에서 첫 등장하며, 탄소 냉각된 한 솔로를 벽에다 장식하며 바지선과 궁전을 가지고 있었다. 레이아는 현상금 사냥꾼으로 변장하고 핸 솔로를 구하려 했지만 결국 자바에게 잡혀 노리개 신세가 되었다. 루크 스카이워커와 친구들이 와서 루크는 포스로 그를 설득해서 한을 구출하려 하지만 포스에 강한 내성을 지닌 출신인 자바에게서 실패했다. 그러나 바지선에서 자바의 악당들을 루크 일행이 처치하며 이 때 레이아가 쇠사슬로 자바를 교살시킨다. 한 솔로 역시 구출된다.

## 에피소드 1
어린 아나킨이 참여한 타투인에서의 레이싱 경주가 시작되기 전 모습을 드러낸다. 타투인의 주인으로서 말이다.